# Sganarelle oder Der vermeintliche Hahnrei
Sganarelle oder Der vermeintliche Hahnrei (Originaltitel: Sganarelle, ou Le Cocu imaginaire) ist eine Verskomödie in einem Akt des französischen Dichters Molière. Sie wurde am 9. Mai 1660 im Théâtre du Petit-Bourbon erstmals aufgeführt und handelt von der Eifersucht zweier Liebespaare, die durch einen Zufall ihre Partner verdächtigen, sie mit ihrem jeweiligen Gegenpart zu betrügen.

## Handlung
Der gierige Gorgibus möchte seine Tochter Celia dazu bringen, den reichen Valere zu heiraten. Diese liebt aber den ihr schon versprochenen Lelio. Als Celia wegen der anstehenden Hochzeit mit Valere auf den Straßen von Paris in Ohnmacht fällt und dabei ein Bildnis ihres geliebten Lelio fallen lässt, kommt ihr Sgarnarelle zu Hilfe. Dieser Vorfall hat eine Reihe von Irrtümern und falschen Verdächtigungen zur Folge: Frau Sgarnarelle denkt, ihr Mann würde sie mit Celia betrügen; Sgarnarelle, der seine Frau beim Betrachten von Celias verlorenen Abbild Lelios beobachtet, denkt sie würde ihn mit diesem betrügen; Celia denkt, Lelio und Frau Sgarnarelle seien ein Paar und Lelio nimmt an, Celia wäre mit Sgarnarelle verheiratet. Als in der 22. Szene alle Beteiligten aufeinandertreffen, gelingt es der Zofe Celias, die Irrtümer aufzudecken und alle zu versöhnen. Da sich dann noch herausstellt, dass Valere seit Monaten mit einer anderen Frau verheiratet ist, gestattet Gorgibus seiner Tochter Celia die Heirat mit ihrem Liebhaber Lelio.

## Hintergrund
Molières Theaterstück, das aus 24 kurzen, in Alexandrinern gereimten Szenen aufgebaut ist, steht in der Tradition der französischen Farce und der italienischen Commedia dell’arte. Wie für seine Theaterstücke üblich, spielte Molière die Hauptrolle des Sgarnarelles selbst. Bei diesem handelt es sich um einen Charakter, der erstmals in seinem Frühwerk Der fliegende Arzt auftrat und seit dem mit anderen Eigenschaften immer wieder Verwendung fand.
Die Uraufführung in Paris war ein großer Erfolg. So war Der vermeintliche Hahnrei zu Lebzeiten Molières sein meistgespieltes Stück und gehörte auch zu den Lieblingsstücken Ludwig XIV. Molière soll sich geweigert haben, das Stück zu veröffentlichen. Jedoch gelang es dem Pariser Verleger Jean Ribou, allein vom Besuch der Vorführungen, den Text aus dem Gedächtnis niederzuschreiben und es im Jahre 1660 zu veröffentlichen.

## Bedeutung
Sganarelle oder der Hahnrei kann als ein großer Schritt Molières hin zu seinen späteren Charakterkomödien gesehen werden. Seine Figuren (z. B. Sgarnarelle im 17. Akt) lösen sich von den Typen der einfachen Farce los; sie werden glaubwürdiger, realistischer und gewinnen an menschlicher Tiefe. So lassen sich in Celias Vater Gorgibus Charakterzüge finden, wie sie in späteren Komödien etwa der geizige Harpagon (Der Geizige) oder der dümmliche Orgon (Tartuffe) aufzeigen.